# Dalam (Gunung Megang)
Dalam is een bestuurslaag in het regentschap Muara Enim van de provincie Zuid-Sumatra, Indonesië. Dalam telt 4207 inwoners (volkstelling 2010).